# Victor Garrido
Victor Hugo Garrido Zenteno (nascido em 5 de setembro de 1971) é um ex-ciclista venezolano que participou nos Jogos Olímpicos de Atlanta 1996, na prova de estrada individual.